# Rosana dos Santos Augusto
Rosana dos Santos Augusto, född den 7 juli 1982 i São Paulo, Brasilien, är en brasiliansk fotbollsspelare. Vid fotbollsturneringen under OS 2008 i Peking deltog hon i det brasilianska lag som tog silver. 